# Ремезов, Нил Петрович
Нил Петро́вич Ре́мезов (1899—1961) ― советский учёный-почвовед, доктор геолого-минералогических наук, профессор.

## Биография
Родился в 1899 году. 
В рядах Красной армии участвовал в Гражданской войне. В 1923 году окончил естественное отделение физико-математического факультета Московского университета по специальности почвоведение. После этого начал работать в Научном институте удобрений имени Я. В. Самойлова.
В начале своей научной деятельности провёл картирование почв на территории ряда совхозов и опытных станций. Исследовал динамику почвенных процессов на Долгопрудном опытном поле. Приступил к разработке методов определения потребности почв в извести. Результаты этих работ вошли в труд «Инструкции по известкованию почв», которая в 1938 году переросла в широко известную монографию «Теория и практика известкования почв» (в соавт. с С. В. Щерба).
В 1933 году избран на должность профессора и заведующего кафедрой почвоведения и геологии Брянского лесного института, где читал курс «Почвоведение». В том же году начал изучать процессы взаимодействия лесной растительности с почвами.
В 1938 году перешёл на работу во Всесоюзный научно-исследовательский институт лесного хозяйства. Там продолжил работу по изучению почвообразовательного процесса в лесах. 
В 1941 году защитил на геолого-почвенном факультете Московского университета докторскую диссертацию на тему «Генезис подзолов».
С 1958 по 1961 год трудился заведующим кафедрой почвоведения геологического факультета Московского университета, профессор кафедры почвоведения с 1942 по 1948 год, был деканом геолого-почвенного факультета с 1943 по 1945 год. В 1948 году прекратил преподавательскую работу.
Умер 18 марта 1961 года в Москве.

## Вклад в науку
Занимался вопросами известкования и разработки методов определения потребности почв в извести. Разработал теорию биологического круговорота элементов. Эта теория стала его крупнейшим вкладом в науку. В 1959 году публикует труд «Потребление и круговорот азота и зольных элементов в лесах Европейской части СССР» (в соавторстве с К. Смирновой и Л. Быковой).